# Матюхина, Надежда Борисовна
Надежда Борисовна Матюхина (род. 19 февраля 1954, Москва, СССР) — советская пловчиха вольным стилем, мастер спорта СССР, участница летних Олимпийских игр 1972 года в Мюнхене, где выступала в трёх дисциплинах плавания в составе сборной Советского Союза.

## Биография и карьера
Родилась в Москве в 1954 году. Начала заниматься плаванием с детства, тренировалась в разных московских спортивных клубах. .
В составе сборной СССР участвовала на Олимпийских играх 1972 года в Мюнхене в трех дисциплинах вольным стилем, представляя Советский Союз на международной арене. Также выступала на национальных чемпионатах и кубках высокого уровня (в том числе чемпионатах СССР), внося вклад в успехи советского плавания в начале 1970-х годов.

## Достижения и награды
- Мастер спорта СССР.[2].
- Рекордсменка СССР.